# Songtsän Gampo
Songtsän Gampo, död omkring 649 i Lhasa, var grundaren av det Tibetanska imperiet och räknas i tibetansk tradition som den trettiotredje härskaren i Yarlung-dynastin. Han är den förste av Tibets dharma-kungar (chosgyal), vilka förde buddhismen till Tibet.
Under Songtsän Gampo angrep tibetanerna de omliggande områdena och gjorde Tibet till en stormakt, något som landet förblev fram till den sista kungens död i mitten på 800-talet.
Kungen spelade också en avgörande roll för att införa buddhismen i Tibet. År 641 äktade Songtsän Gampo prinsessan Bhrikuti av Nepal och prinsessan Wen Cheng av Tangdynastin. Genom dessa giftermål konverterade han till buddhismen och byggde två tempel i Lhasa för att hysa två buddhastatyer som skänkts av de två prinsessorna till hans hov.
Songtsän Gampo skall ha skickat sin minister Thönmi Sambhota till Indien för att utforma en skrift till det tibetanska språket, vilket banade väg för de första tibetanska litterära arbetena.